# Từ (họ)

họ Từ viết bằng chữ Hán

Từ là một họ của người châu Á. Họ này có mặt ở Việt Nam, Triều Tiên (Hangul: 서, Romaja quốc ngữ: Seo) và Trung Quốc (chữ Hán: 徐, Bính âm: Xu). Trong danh sách Bách gia tính họ này đứng thứ 134, về mức độ phổ biến họ này xếp thứ 11 ở Trung Quốc theo thống kê năm 2007. Theo ghi chép của Gia phả họ Từ thì sau khi nước Từ bị nước Ngô tiêu diệt, hậu duệ lấy tên nước làm họ để tưởng nhớ đến Tổ Tiên.

## Người Việt Nam họ Từ nổi tiếng
- Từ Hải, vị tướng nhà Đinh có công theo giúp Đinh Bộ Lĩnh dẹp 12 sứ quân. Khi Vua Đinh Tiên Hoàng lên ngôi ông được ban thực ấp ở An Ký (Quỳnh Phụ, Thái Bình) và chiêu dân lập ấp tại đây.
- Từ Đạo Hạnh, thiền sư thời nhà Lý, Cuộc đời ông được ghi lại dưới nhiều màu sắc huyền thoại khi trút xác, hóa thân thành con trai của Sùng Hiền hầu là Lý Dương Hoán, chính là Lý Thần Tông sau này. Đền thờ ông tại xã Sài Sơn, huyện Quốc Oai, thành phố Hà Nội.
- Từ Công Phụng (1942-...), nhạc sĩ người Chăm Việt Nam, định cư tại Hoa Kỳ từ 1980.
- Từ Giấy, Cố viện trưởng Viện Dinh Dưỡng Quốc gia Việt Nam[1]
- Từ Thanh Thuận, vận động viên bóng chuyền Việt Nam
- Từ Minh Quang, Cầu Thủ Futsal
- Từ Mạnh Quỳnh, Quảng Kim, Quảng Trạch, Quảng Bình, Nhà sử học, cán bộ cục TSCL

- Từ Thức, nhân vật nổi tiếng trong vở chèo kinh điển Việt Nam Từ Thức gặp tiên

## Người Trung Quốc họ Từ nổi tiếng
- Từ Phúc(tiếng Trung: 徐福) hay Từ Phất, người đã đi ra ngoài biển để tìm kiếm thuốc trường sinh bất lão cho Tần Thủy Hoàng
- Từ Thứ, mưu thần thời Tam Quốc
- Từ Hoảng, đại tướng của Tào Tháo thời Tam Quốc
- Từ Thế Tích, đại tướng dưới quyền Đường Thái Tông
- Xuyên Sơn Thử Từ Khánh, nhân vật trong Thất hiệp ngũ nghĩa
- Kim Thương Thủ Từ Ninh, nhân vật trong Thủy hử truyện của Thi Nại Am
- Từ Thọ Huy, chỉ huy phiến quân cuối thời nhà Nguyên
- Từ Đạt, đại tướng dưới quyền Chu Nguyên Chương, khai quốc công thần nhà Minh
- Từ Quang Khải, nhà khoa học thời nhà Minh
- Từ Hà Khách, nhà thám hiểm thời nhà Minh
- Từ Hải, thủ lĩnh cướp biển đời nhà Minh, cũng là nhân vật trong các tác phẩm Kim Vân Kiều truyện của Thanh Tâm Tài Nhân và Truyện Kiều của Nguyễn Du.
- Từ Chí Ma, nhà văn Trung Quốc đầu thế kỷ XX
- Từ Bi Hồng, họa sĩ Trung Quốc đầu thế kỷ XX
- Từ Thụ Tranh, quân phiệt Hoãn hệ thời Trung Hoa Dân Quốc
- Từ Thế Xương, một Tổng thống của Trung Hoa Dân Quốc đầu thế kỷ XX
- Từ Hướng Tiền, một trong Thập đại nguyên soái của Quân giải phóng nhân dân Trung Quốc
- Từ Khuông Địch, phó chủ tịch Hội nghị Hiệp thương Chính trị Nhân dân Trung Quốc
- Từ Khắc, đạo diễn Hồng Kông
- Từ Tịnh Lôi, diễn viên, đạo diễn Hồng Kông
- Từ Nhược Tuyên, diễn viên Đài Loan
- Từ Hồng Hạo, diễn viên Trung Quốc vào vai Đàm Thiệu Quang trong bộ phim Thái Bình Thiên Quốc năm 1999
- Từ Tử San, diễn viên Hồng Kông
- Từ Nhất Ninh , tên thật của Hà Lạc Lạc ca sĩ , thành viên nhóm nhạc R1SE
- Từ Chính Khê, diễn viên Trung Quốc
- Từ Minh Hạo, thành viên nhóm nhạc Seventeen tại Hàn Quốc
- Từ Tân, tiền vệ người Trung Quốc, hiện đang thi đấu cho Câu lạc bộ Sơn Đông Lỗ Năng Thái Sơn (Shandong Luneng) tại Giải Siêu Cúp Trung Quốc (Chinese Super League) và Đội tuyển Bóng đá Quốc gia Trung Quốc
- Từ Tài Hậu , Từ Tài Hậu được cho là có mối quan hệ thân thiết với Giang Trạch Dân[3], cựu tổng bí thư đảng cộng sản Trung Quốc. Ông nghỉ hưu khỏi Quân ủy Trung ương vào năm 2013 và rời khỏi Bộ Chính trị năm 2012.

Năm 2014, ông bị khai trừ khỏi đảng và bị điều tra tham nhũng. Sau khi bị phát hiện có hàng tấn đôla và vô số đá quý trong tầng hầm biệt thự, Từ Tài Hậu sẽ bị đưa ra xét xử ở một tòa án quân sự.

## Người Triều Tiên họ Từ nổi tiếng
- Seo Jang Geum (Hán Việt: Từ Trường Kim), nữ quan đứng đầu phủ Nội y của nhà Triều Tiên, chịu trách nhiệm chăm sóc sức khỏe cho vua Triều Tiên Trung Tông
- Seo Bongsoo (Hán Việt: Từ Phùng Thù), vận động viên cờ vây Hàn Quốc
- Seo Jae Weong (Hán Việt: Từ Tại Ứng), vận động viên bóng chày Hàn Quốc
- Seo Do-young (Hán Việt: Từ Đạo Vĩnh), diễn viên Hàn Quốc
- Seo (Suh) Ji Suk: Diễn viên Hàn Quốc
- Seohyun (Seo Joo-hyun) (Hán Việt: Từ Châu Hiền), ca sĩ nhóm nhạc Girls' Generation Hàn Quốc
- Johnny (Seo Young Ho) (Hán Việt: Từ Anh Hạo), ca sĩ nhóm nhạc NCT 127 Hàn Quốc
- Seo Hye-lin (Hán Việt: Từ Tuệ Lân), nữ ca sĩ, thành viên nhóm nhạc nữ EXID của Hàn Quốc.
- Seo ChangBin (Hán Việt: Từ Chương Bân), ca sĩ, rapper, thành viên nhóm nhạc Stray Kids
- Soojin (Seo Soojin) (Hán Việt: Từ Tuệ Trân), ca sĩ, dancer, cựu thành viên của nhóm nhạc nữ (G)I-DLE ở Hàn Quốc
- Seo Ye-ji (Hán Việt: Từ Duệ Trí): Diễn viên Hàn Quốc
- Seo Youngeun (Hán Việt: Từ Vĩnh Ân), ca sĩ nhóm nhạc Kep1er Hàn Quốc
- Seo Woobin (Hán Việt: Từ Vũ Bân), ca sĩ - thành viên nhóm nhạc Cravity Hàn Quốc